# Otelec, Timiș
Otelec (în maghiară Ótelek) este satul de reședință al comunei cu același nume din județul Timiș, Banat, România. În perioada interbelică a purtat numele Ungureni. Prin Otelec trece drumul național DN59B. Are haltă la calea ferată Cărpiniș-Ionel. Otelecul se situează pe malul stâng al Canalului Bega. Satul a fost grav afectat la inundațiile din primăvara anului 2005. Contrar așteptărilor, inundațiile au fost cauzate nu de revărsarea Canalului Bega, pe care satul este amplasat, ci de ruperea unui dig de pe râul Timiș, aflat la circa 15 km distanță. În ciuda distanței relativ mare față de râul Timiș, satul a fost puternic afectat. Peste 200 de case au fost fie grav afectate fie s-au prăbușit.
În data de 27 aprilie 2024 nava de pasageri ”Ferdinand I” ce a plecat de la Timișoara a sosit în vechiul port al localității Otelec. A fost prima cursă oficială de pasageri între cele două localități după mai bine de trei decenii. Vasul Societății Publice de Transport Timișoara Arhivat în 21 aprilie 2024, la Wayback Machine. a avut la bord 47 de pasageri și 5 membri ai echipajului. Cei 34 km au fost parcurși în aproximativ trei ore și jumătate.